# Demostrat (orador)
Demostrat (en llatí Demostratus, en grec antic Δημόστρατος "Demóstratos") fou un orador i demagog atenenc a proposta del qual Alcibíades, Nícies i Làmac van ser nomenats comandants de l'expedició atenenca a Sicília que tan malament va acabar el 413 aC. Plutarc ho menciona.
Aquest fet va ser portat a l'escena pel poeta còmic Èupolis a la seva comèdia titulada Βουζύγης (El jou dels bous).